# Perralderia coronopifolia
Perralderia coronopifolia là một loài thực vật có hoa trong họ Cúc. Loài này được Coss. mô tả khoa học đầu tiên năm 1859.